# Alex Vinatzer
Alex Vinatzer (Bolzano, 22 de septiembre de 1999) es un deportista italiano que compite en esquí alpino.
Ganó tres medallas en el Campeonato Mundial de Esquí Alpino entre los años 2019 y 2025. En la Copa del Mundo consiguió tres podios en total.
Participó en dos Juegos Olímpicos de Invierno, ocupando el quinto lugar en Pyeongchang 2018 y el octavo en Pekín 2022, en la prueba de equipo mixto.

## Palmarés internacional
| Campeonato Mundial | Campeonato Mundial           | Campeonato Mundial | Campeonato Mundial |
| Año                | Lugar                        | Medalla            | Prueba             |
| ------------------ | ---------------------------- | ------------------ | ------------------ |
| 2019               | Åre (Suecia)                 | Medalla de bronce  | Equipo mixto       |
| 2023               | Courchevel/Méribel (Francia) | Medalla de bronce  | Eslalon            |
| 2025               | Saalbach (Austria)           | Medalla de oro     | Equipo mixto       |